# Filips van Anjou (1256-1277)
Filips van Anjou (circa 1256 - Bari, 1 januari 1277) was van 1274 tot aan zijn dood titulair koning van Thessaloniki. Hij behoorde tot het huis Anjou-Sicilië.

## Levensloop
Filips was de derde zoon van koning Karel I van Napels uit diens huwelijk met gravin Beatrix van Provence. Nadat zijn vader in 1266 het koninkrijk Sicilië had veroverd, probeerde hij paus Clemens IV tevergeefs te overtuigen om Filips als koning van Sardinië te installeren. In 1269 werd Filips door de Welfisch gezinde gemeente Sassari alsnog tot koning van Sardinië verkozen. De gemeente hoopte door de steun van het huis Anjou de strijd tegen de Ghibellijnse stad Pisa te winnen, die het eiland domineerde. De verkiezing had echter geen onmiddellijk effect, door de belangen van het huis Anjou er botsten met die van de koning van Aragón.
Op 28 mei 1271 huwde hij in de kathedraal van Trani met Isabella van Villehardouin (1260/1263-1312), de erfgename van het vorstendom Achaea. Dit huwelijk werd vastgelegd in het Verdrag van Viterbo in 1267, waarin afgesproken werd dat het huis Anjou de bezittingen van het huis Villehardouin zou erven. Filips zou na de dood van zijn schoonvader Willem II van Villehardouin vorst van Achaea worden; als hij echter voor zijn schoonvader zou sterven, zou het vorstendom rechtstreeks naar zijn vader gaan.
In juni 1272 werden Filips en zijn oudste broer Karel van Salerno in een klooster nabij Napels tot ridder geslagen. Twee jaar later, in mei 1274, werd hij door zijn zwager Filips van Courtenay, titelvoerend keizer van het Latijnse Keizerrijk, beleend met het koninkrijk Thessaloniki. Gezien Thessaloniki in 1224 werd ingenomen door het despotaat Epirus, was dit een inhoudsloze functie.
Na een korte ziekte overleed Filips op nieuwjaarsdag 1277 in Bari, waarna hij werd bijgezet in de kathedraal van Trani. Zijn huwelijk met Isabella van Villehardouin was kinderloos gebleven. Aangezien Filips voor zijn schoonvader stierf, zou Achaea in 1278 geërfd worden door zijn vader.